# Roma invicta
Roma invicta é uma frase em Latim, cujo significado é "Roma não conquistada". Foi um lema motivador usado até a queda do Império Romano do Ocidente, no ano 476 d.C. Esta afirmação simbólica foi posteriormente impressa em moedas de ouro.